# Warren Publishing
Warren Publishing è stata una casa editrice fondata negli Stati Uniti d'America da James Warren, che ha iniziato a pubblicare riviste nel 1957 e ha chiuso nel 1983. Fra le testate più note si ricordano After Hours, Creepy, Eerie, Famous Monsters of Filmland, Help e Vampirella.

## Storia

### Origini e anni sessanta
Fondata da James Warren, le prime pubblicazioni della Warren Publishing furono due riviste di film di fantascienza, horror e fantasy, Famous Monsters of Filmland e Monster World, entrambe curate da Forrest J Ackerman. A queste seguì presto la rivista Spacemen, e nel 1960, Help!.
Dopo aver introdotto ciò che lui chiamava "Monster Comics" in Monster World, Warren espanse il catalogo nel 1964 con storie a fumetti di genere horror pubblicate sulle riviste Creeper ed Eerie - pubblicate in bianco e nero e in un formato da rivista piuttosto che nel classico formato da comic book e vendendoli a 35 centesimi ad albo invece che dei soliti 12 centesimi. Tale formato - spiegò Warren - permetteva di evitare le restrizioni del Comics Code Authority, l'organo di autocensura degli editori di fumetti: «Il Codice ha permesso di salvaguardare il settore dei fumetti, ma allo stesso tempo, ha reso i fumetti un prodotto per famiglie [...] Vorremmo superarlo dicendo all'autorità che non siamo un fumetto; siamo una rivista. Creepy è una rivista e come tale sarà venduta su scaffali di riviste, non su quelli dei fumetti.»
Pubblicando storie a fumetti in un formato da rivista a cui il Codice non si applicava, Warren spianò la strada a riviste successive come la versione americana di Heavy Metal; Epic Illustrated della Marvel Comics e Psycho e altre serie della Skywald Publications.
Russ Jones fu il primo curatore editoriale di Creepy nel 1964. Un anno dopo venne sostituito da Archie Goodwin con Joe Orlando come redattore di storie. Goodwin, che sarebbe diventato uno dei migliori e più influenti scrittori del fumetto, contribuì al successo dell'editore come leader nel suo campo. Dal 1965 al 1966, Warren pubblicò anche Blazing Combat, una miniserei di quattro numeri di genere bellico con tematiche antimilitariste, controversa all'epoca.
Dopo 17 numeri delle serie di Creepy ed Eerie, Goodwin si dimise da curatore nel 1967. La sede venne poi spostata da Philadelphia a New York City; una recessione nel mercato causò problemi finanziaria Warren e Goodwin, insieme a tutti gli altri autori eccetto Tom Sutton e Rocke Mastroserio, lasciarono la società.
Durante i due anni e mezzo successivi, le pubblicazioni di Warren consistevano principalmente in ristampe dei primi numeri. Durante questo periodo, molti redattori si alternarono alla gestione delle riviste tra cui Bill Parente, Nicola Cuti e Warren stesso. Le cose iniziarono a riprendere nel 1969 con l'esordio della sua terza rivista horror, Vampirella. Molti degli artisti originali di Warren ritornarono in questo periodo, così come Goodwin per un breve periodo dal 1970 al 1971. Dopo che se ne fu andato per la seconda volta, i redattori furono J.R. Cochran. L'art director era Billy Graham.

### Anni settanta
Nel 1971, Warren iniziò ad avvalersi degli autori dello studio di Barcellona dell'agenzia spagnola Selecciones Illustrada. Negli anni successivi, gli artisti spagnoli divennero preminenti nelle pubblicazioni della Warren. Altri artisti spagnoli dello studio di S.I. di Valencia hanno iniziato a collaborare come freelance per Warren nel 1974.
Nel 1973, il nuovo redattore Bill DuBay, originariamente entrato a far parte dell'azienda come artista all'inizio del 1970, trasformò le riviste di Warren per creare uno stile uniforme. L'anno seguente, la Warren Publishing fu sciolta e sostituita dalla Warren Communications, una società consorella che James Warren aveva fondato nel 1972. Dubay fu redattore di tutte e tre le riviste dell'orrore di Warren fino al 1976, a eccezione di un breve periodo nel 1974 in cui Goodwin tornò a lavorare per quattro numeri di Creepy e due di Vampirella. Durante questo periodo, la frequenza delle riviste di Warren è stata aumentata a nove numeri all'anno.
Nel 1974, Dubay supervisionò una nuova rivista in bianco e nero, The Spirit, che rinnovo il successo della famosa serie degli anni quaranta di Will Eisner, ristampandone le storie in volumi antologici con nuove copertine di Eisner. Lo stesso anno, esordì Comix International, una rivista a colori che ristampava precedenti storie della Warren.
Dopo le dimissioni di Dubay, Louise Jones, il suo ex assistente, diresse la redazione dal 1976 al 1980. Verso la fine del periodo di direzione di Dubay molti artisti americani erano tornati a lavorare per la Warren, inclusi John Severin, Alex Toth e Russ Heath contribuendo a molte storie. Anche Carmine Infantino, dopo aver lavorato per la DC Comics, in questo periodo scriverà oltre 50 storie per la Warren. Proprio come l'ondata di artisti spagnoli che dominò la prima metà degli anni settanta, un certo numero di artisti provenienti dalle Filippine iniziò a contribuire durante questo periodo. Dubay tornò come redattore dopo la partenza di Jones, usando l'alias "Will Richardson".
Verso la fine degli anni settanta, Warren pubblicò due nuove riviste curate da Dubay: l'antologia di fantascienza 1984, esordita nel 1978 e che cambierà il suo nome in 1994 due anni dopo; e, nel 1979, The Rook, con protagonista un avventuriero in viaggio nel tempo le cui storie erano apparse in Eerie dal 1977.

### Anni ottanta
La cattiva condizioni di salute di James Warren, combinata con il cambiamento dei gusti e problemi finanziari, portarono a problemi interni e al ricambio dei collaboratori. La società sospese la pubblicazione verso la fine del 1981, Bill Dubay lasciò nel 1982 e Warren dichiarò bancarotta nel 1983. Nell'agosto del 1983, Harris Publications acquisì i beni aziendali all'asta e riprendendo la pubblicazione dei fumetti di Vampirella; riprese la serie di Creepy dal n. 146 nell'estate 1985, continuando la numerazione della serie originale e contenente sia materiale nuovo che ristampato, Creepy: The Limited Series, una miniserie di quattro storie inedita di nuove storie; e altri fumetti della Warren.

## Eredità
Una causa del 1998 da parte di James Warren ha portato alla sua riacquisizione dei diritti di Creepy e Eerie. Dark Horse Comics ha iniziato a pubblicare ristampe su licenza dei diritti di Warren nella collana Creepy Archives nel 2008 e ha iniziato a pubblicare nuovo materiale con Creepy (vol. 2) nel 2009 e Eerie (vol. 2) nel 2012.